# Кинопроизводство

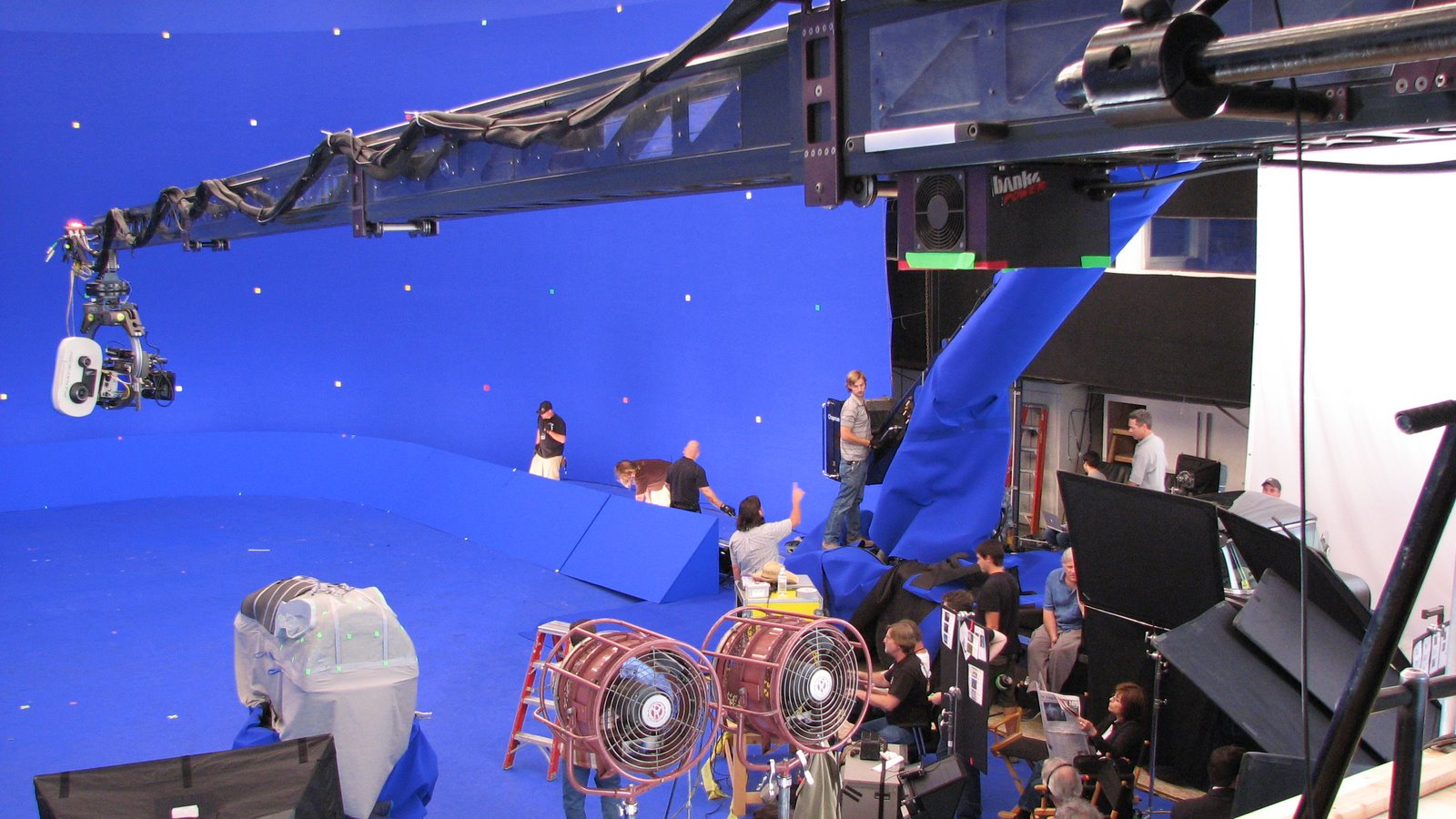
Современное кинопроизводство фильма 2008 года — «Хроники Спайдервика». Съёмка комбинированного кадра в павильоне киностудии. В процессе задействованы роботизированный операторский кран и синий фон для съёмки по технологии блуждающей маски при управляемом движении камеры

Ки́нопроизво́дство — процесс создания кинофильмов от первоначального замысла до непосредственного показа готового продукта аудитории в кинотеатрах, посредством телевидения или интернета. Кинопроизводство существует во множестве стран и соприкасается с экономическими, социальными и политическими сферами жизнедеятельности. Как правило, кинопроизводство требует вовлечения большого количества людей, больших временны́х и материальных затрат. Ведущее место в производстве фильмов принадлежит художественным игровым фильмам, создание которых наиболее сложно и затратно.

## История
Кинематограф зарождался в конце XIX века. Поначалу это были просто технические новинки, позволявшие запечатлеть на бумаге, а позднее и на киноплёнке движущееся изображение. Но они производили сильное впечатление на зрителя, поэтому бурный технический прогресс, появление новых технологий привели к возникновению нового вида искусства. Регулярное производство кинофильмов появилось в конце 1890-х годов и отличалось коротким периодом съёмки и выпуска на экраны. Кино рассматривалось создателями, как эффектное зрелище и его художественная сторона не слишком их волновала. Ранние картины занимали не более одной части и шли на экране не более 10 минут.

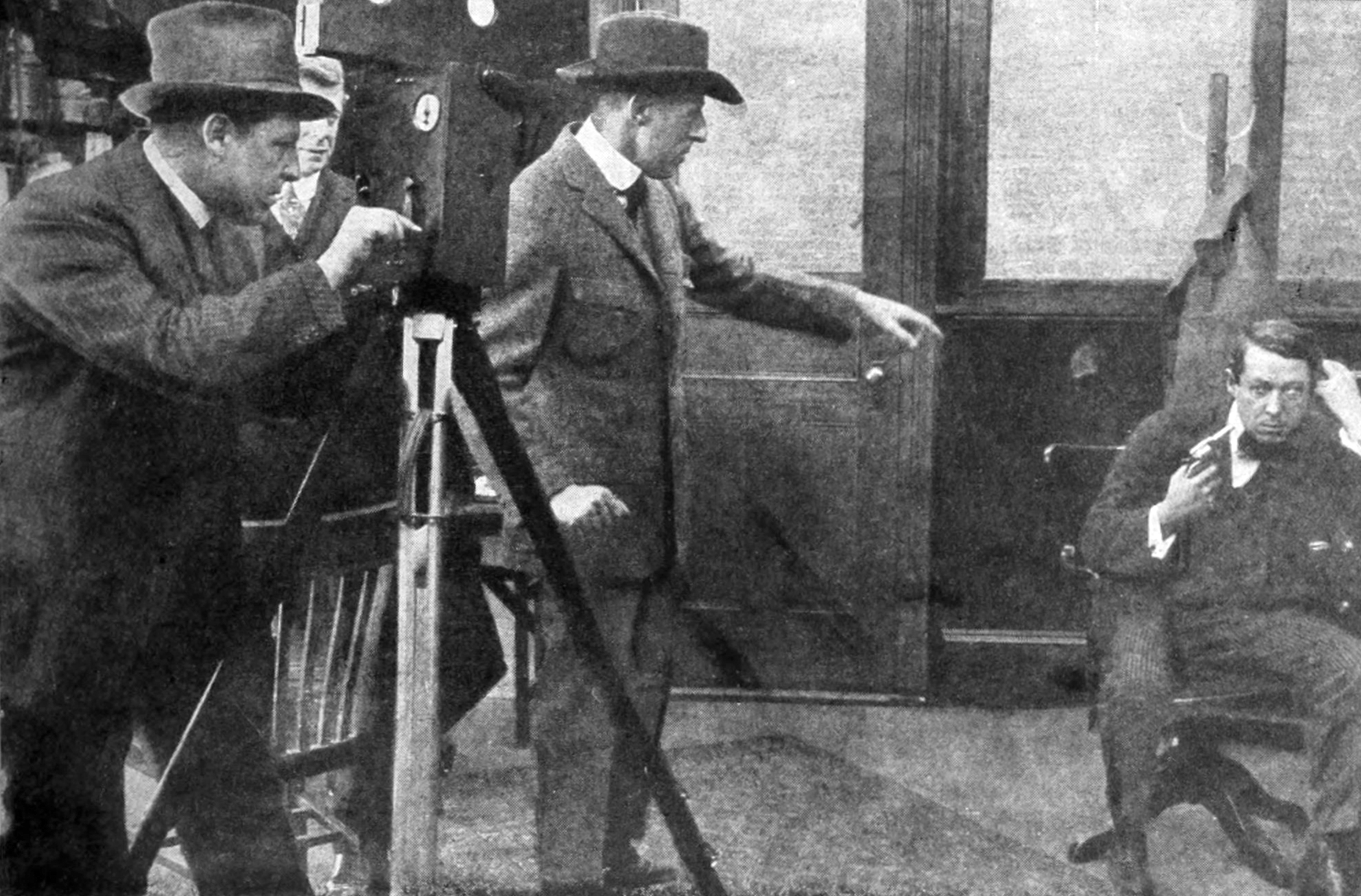
Дэвид Уорк Гриффит на съёмочной площадке, 1913 год

Однако и тогда уже можно было выделить основные этапы кинопроизводства:
- написание сценария;
- подбор творческой группы (актёры, художник, оператор);
- съёмочный процесс;
- монтажный период;
- тиражирование.

В 1919 году в СССР был издан декрет, согласно которому вся фотографическая и кинематографическая торговля и промышленность была национализирована путём реквизиции, а потому вся дальнейшая регламентация кино была производственной.
Именно в советский период становления киноискусства сложилась основа технологии кинопроизводства, используемая в отечественной кинопромышленности до сих пор, безусловно с учётом новых экономических и технических реалий.

## Создание фильма
В процессе создания фильма неразрывно связаны искусство и кинотехника, без которой кинематограф невозможен. Один из важнейших аспектов кинопроизводства, являющегося разновидностью коммерции — возможность получения прибыли и размеры вложенных средств. Эти виды деятельности объединяются в центрах кинопроизводства — киностудиях, где расположены административные здания и съёмочные павильоны.
Киностудия — комплекс творческих и производственных звеньев, включающий съёмочные группы, сценарно-редакторские коллегии, музыкальные редакции, осветительные цеха, цеха операторской техники, актёрские отделы, склады для хранения костюмов и реквизита и многое другое. На крупных киностудиях иногда образуют кинообъединения, в которые входят несколько съёмочных групп.
Как правило, у истоков фильма стоит продюсер, или продюсерская компания. Их основной задачей является поиск источников финансирования кинопроекта. Необходимо найти такие частные фирмы или государственные структуры, которые были бы заинтересованы в данных инвестициях. Продюсер часто сам выбирает или заказывает сценарий, приглашает режиссёра, участвует в подборе актёров (кастинге), художника и т. д. В его профессиональную компетенцию входит изучение зрительского интереса, на основе чего он и выстраивает стратегию своей деятельности. Продюсер не только организует процесс производства, но и активно участвует в составлении договоров, сметы фильма, календарного плана съёмок.
В кинопроцессе участвует множество специалистов самых разных профессий. Решение о привлечении тех или иных специалистов также принимает продюсер, однако инициатором привлечения может выступать режиссёр.
Продюсер контролирует работу до самого конца и по окончании работы над фильмом продолжает заниматься рекламой фильма и организует его прокат.

## Технологические этапы современного кинопроизводства
Процесс кинопроизводства принято делить на три стадии:
1. Подготовительный период, или предпроизводство (англц. препродакшн от pre-production);
2. Съёмочный период, или производство (англц. продакшн от англ. production)
3. Монтажно-тонировочный период, или постпроизводство (англц. постпродакшн от post-production).

Кинопроизводство советского периода предусматривало следующие этапы создания художественного фильма, дошедшие с небольшими изменениями до наших дней:
Подготовка киносценария
- Тематический план;
- Заявка или либретто;
- Написание литературного сценария;
- Утверждение литературного сценария;
- Утверждение лимита стоимости фильма и сроков производства;

Режиссёрский сценарий
- Написание режиссёрского сценария;
- Утверждение режиссёрского сценария;
- Составление сметы и календарного плана на подготовительный период;

Подготовительный период
- Разработка постановочного проекта фильма;
- Режиссёрский сценарий с экспликациями;
- Эскизы декораций, комбинированных съёмок, костюмов, реквизита, грима, чертежи и описания к ним;
- Съёмочные карты и операторские экспликации;
- Зарисовки кадров;
- Монтажно-технические разработки;
- Фотоматериалы, характеризующие изобразительную сторону картины;
- Звуковая экспликация фильма;
- Календарно-постановочный план;
- Генеральная смета;
- Выбор мест натурных съёмок;
- Подбор актёров и проведение предварительных репетиций;
- Заготовка постановочных средств;
- Утверждение постановочного проекта фильма;

Производственный период
Съёмочный период
- Приёмка объекта;
- Освоение объекта;
- Съёмка в павильоне;
- Съёмка на натуре;
- Комбинированные съёмки;
- Запись звука в процессе съёмочных работ;

Монтажно-тонировочный период
- Монтаж рабочего позитива;
- Речевое озвучение;
- Запись музыки;
- Шумовое озвучение;
- Изготовление надписей;
- Перезапись фонограммы фильма;
- Сдача фильма на двух плёнках;
- Монтаж негатива;
- Печать копий на одной плёнке;
- Изготовление комплекта исходных материалов;
- Сдача исходных материалов;
- Производственно-финансовый отчёт;
- Роспуск съёмочной группы;

В современном кинематографе создание фильма проходит те же этапы, за исключением использования новых технологий, которые на сегодняшний день по большей части — цифровые. Например, появился этап создания компьютерной анимации, который выполняется одновременно с этапом создания титров и надписей и частично заменяет его. Многие этапы монтажно-тонировочного периода ушли в прошлое вместе с приходом новейших цифровых технологий Digital Intermediate с промежуточной цифровой копией.
Могут также существовать дополнительные этапы кинопроизводства: съёмка уходящей натуры, пересъёмка и досъёмка эпизодов фильма, запись дополнительных исходников фонограмм и иные этапы на усмотрение производственной компании или в зависимости от обстоятельств конкретной кинокартины.

## Подготовительный период (предпроизводство)
Первой необходимой стадией на пути реализации замысла художественного фильма является создание сценария — его литературной основы, в котором определяется тема, сюжет, проблематика, характеры основных героев. За более чем столетнюю историю кинематографа сценарий прошёл свой путь развития от «сценариусов на манжетах», где кратко описывалась фабула будущего фильма, до особого литературного жанра — кинодраматургии.
Самый длительный по времени и очень важный в кинопроизводстве — подготовительный период. В крупных киностудиях существует очень важное подразделение — информационно-методическая группа, которая подбирает материалы и информацию, необходимую в работе над любым фильмом. Это и исторические данные, и представления о быте отображаемой эпохи, техническом и научном уровне, стиле в одежде, поведении и др. Сотрудники этой группы связываются с музеями, библиотеками, галереями, коллекционерами. Иногда на студии накапливаются большие архивы, которые помогают съёмочным группам в работе над фильмами.
Во время подготовительного периода режиссёр, изучив огромный материал по теме фильма, разрабатывает концепцию фильма. Творческая группа, в которую кроме режиссёра входят продюсер, художник, оператор-постановщик и второй режиссёр, создаёт режиссёрский сценарий и экспликацию (толкование режиссёром будущей картины, его видение фильма).
Режиссёрский сценарий является, по сути, техническим описанием будущего фильма. На основе литературного сценария производится последовательная запись всех эпизодов фильма с разбивкой их на отдельные съёмочные кадры со зрительными и звуковыми особенностями их выполнения.
К режиссёрскому сценарию прилагается раскадровка — рисунки всех кадров, выполненные художником фильма или режиссёром от руки.
Во время подготовительного периода делаются фото- и видеопробы мест натурных съёмок.
Оператор-постановщик изучает условия съёмки постановочных объектов в павильонном интерьере и на натуре и создаёт операторскую экспликацию, в которой указывает особенности светотонального и колористического решения кадров объектов. Подбираются актёры, проводятся первые репетиции, разрабатываются эскизы декораций и костюмов. В подборе актёров на главные и второстепенные роли, а также на участие в массовках режиссёру и продюсеру помогает актёрский отдел, который есть на каждой киностудии. Здесь имеется обширная картотека, в которой можно найти информацию об артистах кино и театра: это данные о внешности, сыгранных ролях, фотографии. Особое внимание уделяется изобразительному решению фильма.
Художник-постановщик разрабатывает эскизы декораций для павильонных и натурных съёмок, костюмов, грима, комбинированных съёмок, продумывает и подбирает реквизит. Всё это передаёт характерные черты эпохи, среды и быта. Кроме того, эскизы должны дать представление о стилистике фильма, цветовом и пластическом строе. В этот же период режиссёр вместе с художником и оператором выбирают места для натурных съёмок. В итоге создаётся постановочный проект, в который входят: режиссёрский сценарий и экспликация, разработка отдельных эпизодов и сцен, фото- и кинопробы, эскизы, съёмочные карты и операторские экспликации, подробные раскадровки, монтажно-технические разработки, фотоматериалы, экспликации звукового оформления фильма, календарно-постановочный план и генеральная смета.
Немаловажный этап подготовительного периода — создание и монтаж декораций. Особенно важен этот этап в исторических или научно-фантастических фильмах, требующих искусственного создания интерьеров или ландшафтов. Созданием декораций занимается Цех декоративно-технических сооружений киностудии. Декорации могут возводиться в павильоне или на натуре с использованием стандартизированных фундусных элементов, позволяющих значительно снизить затраты на строительство. Работы по возведению декорационных объектов проводятся под наблюдением и при консультации художника-постановщика.

## Съёмочный период

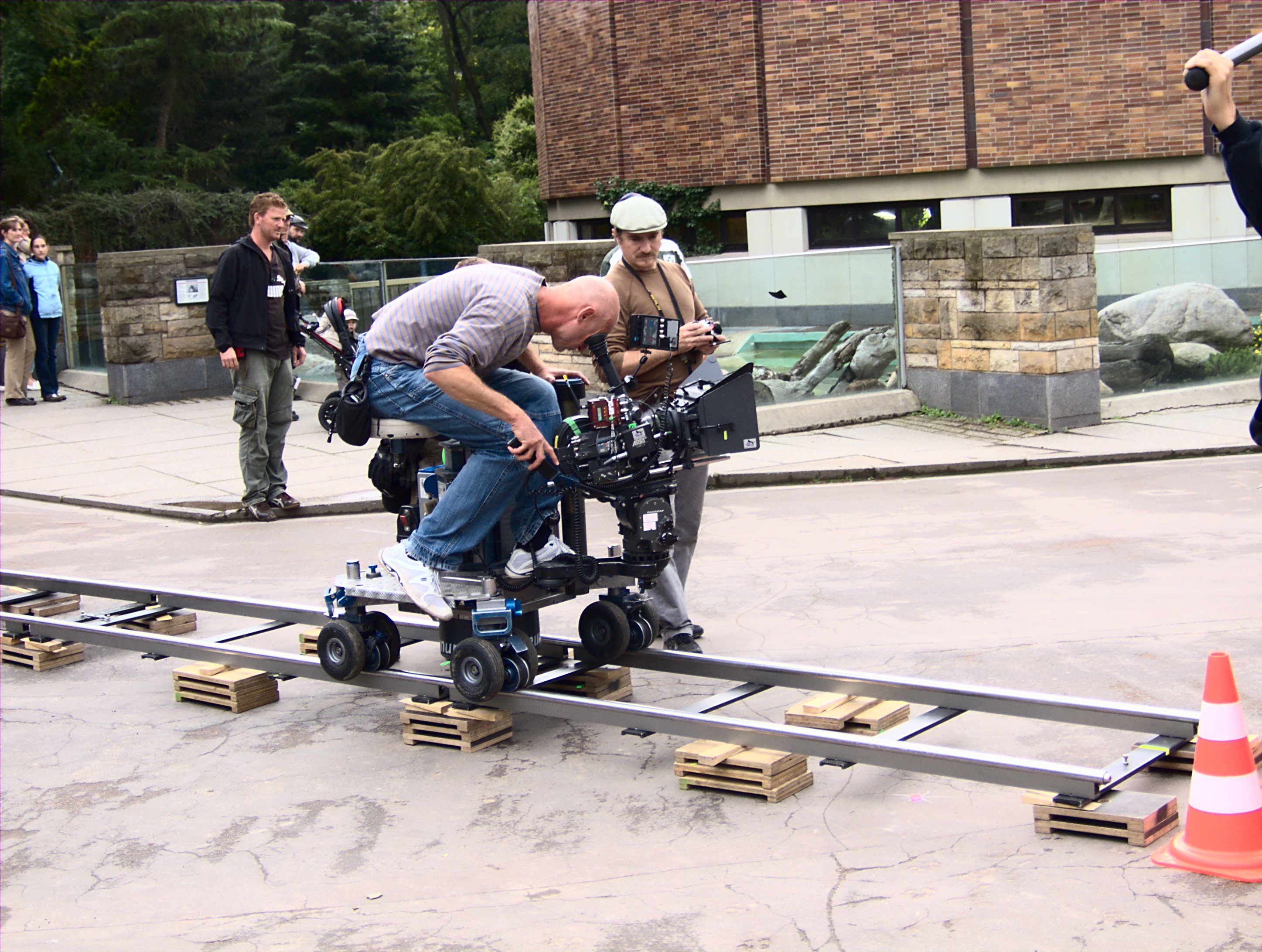
Операторская группа за работой

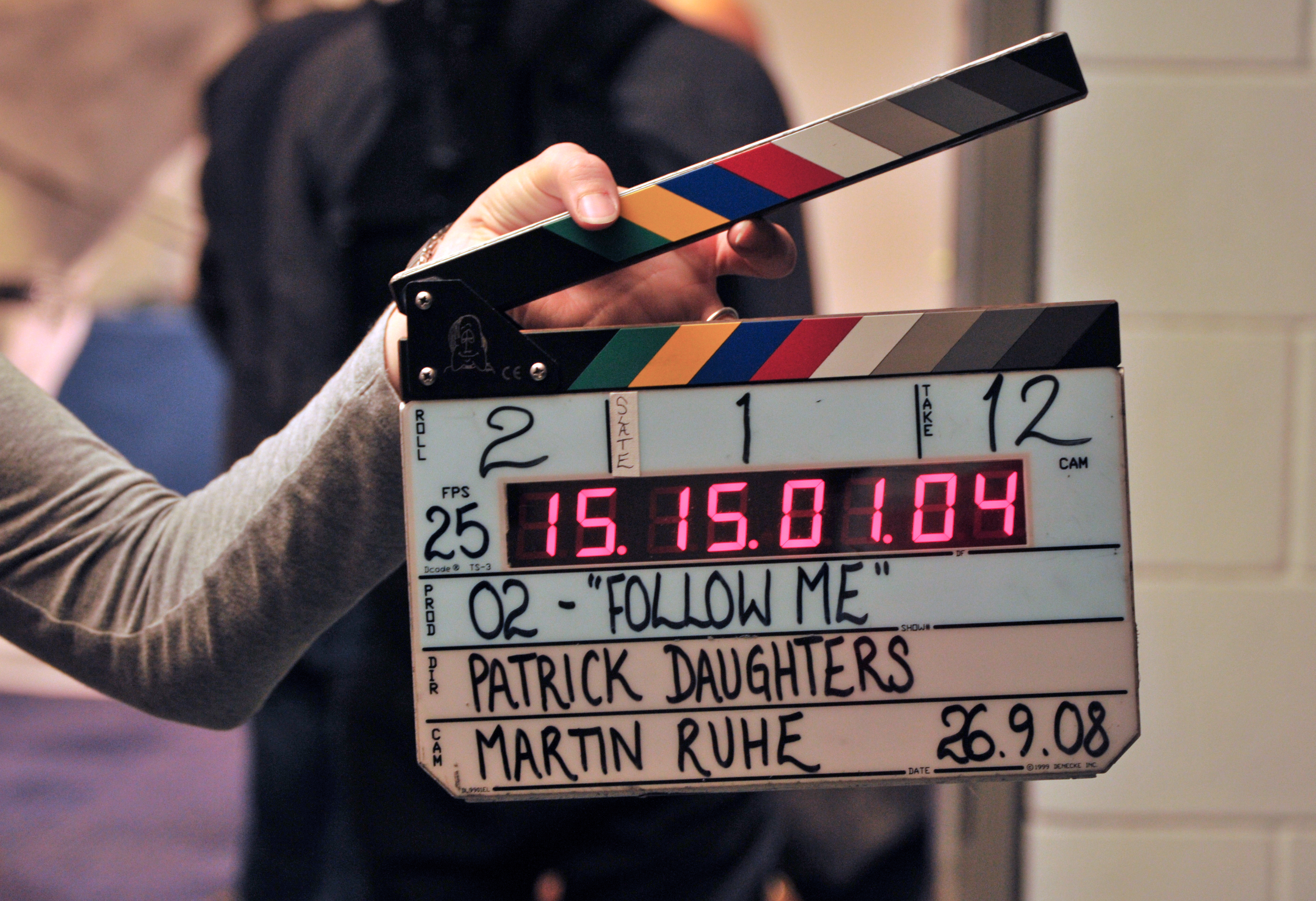
Хлопушка-нумератор с индикатором временного кода

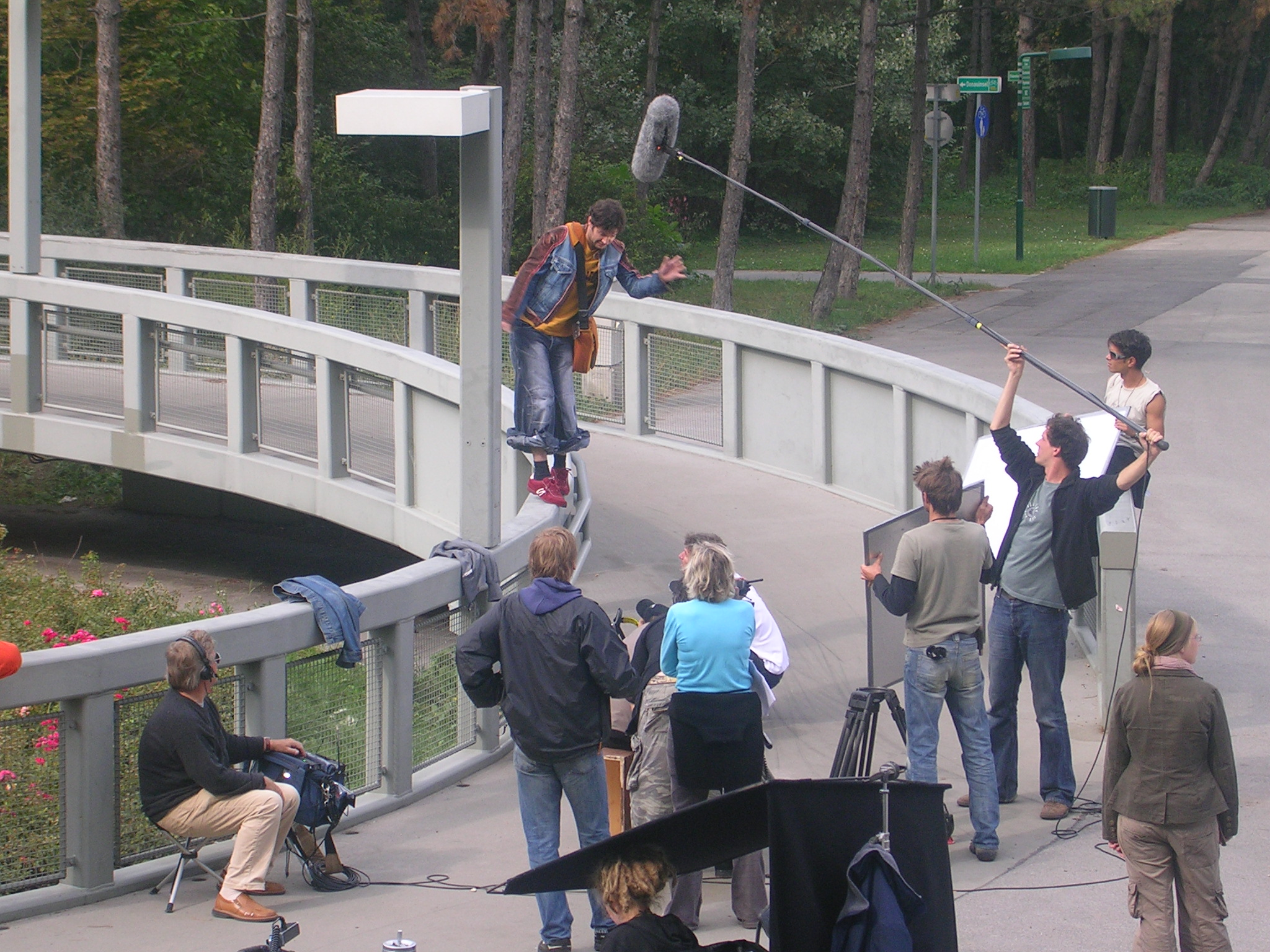
Запись синхронной фонограммы во время съёмки

Постановка любого фильма осуществляется группой творческих и производственных работников, объединяемых на время производства в общем коллективе, называемом съёмочной группой. От вида, жанра, постановочной сложности фильма зависят состав, численность и время существования съёмочной группы. Документальные фильмы могут сниматься небольшой группой, в которой достаточно наличия режиссёра, оператора, звукооператора и директора. Полнометражные художественные фильмы снимаются группой, которая может включать несколько десятков и даже сотен сотрудников, в зависимости от масштаба и сложности.
После окончания подготовки к съёмке каждого кадра и по мере готовности всех участников, начинается процесс съёмки.
В процессе киносъёмки прикреплённый к съёмочной группе художник-фотограф из фотоцеха снимает кадры фоторекламы, причём съёмка ведётся им в условиях общего съёмочного освещения. Впоследствии из этих фотокадров создаётся комплект рекламных фотографий, передаваемый в прокатные организации и служащий для изготовления рекламы фильма.
Съёмочный период полнометражного фильма может длиться несколько месяцев, однако правильная организация съёмок и тщательная проработка их плана во время подготовительного периода позволяют сократить съёмочный период до минимума, поскольку это наиболее дорогостоящий этап кинопроизводства. При планировании съёмок важным моментом является обеспечение их бесперебойности и исключение простоев группы.

## Монтажно-тонировочный период (постпроизводство)
Во время этого периода происходят монтаж фильма и создание его фонограммы («тонировка»), что отражено в названии этапа.
Монтажно-тонировочный период производства фильма является завершающим. С его началом в съёмочной группе остаются лишь основные творческие работники и прикреплённые специалисты из монтажного и звукового цехов. Поэтому, стоимость монтажно-тонировочных работ из-за отсутствия расходов на постановочные работы, приглашение массовки и по другим статьям значительно ниже стоимости съёмочных работ. К монтажным работам группа приступает после завершения всех съёмок, однако предварительный монтаж фильма ведётся параллельно со съёмками, что сокращает время монтажно-тонировочного периода. Этот период за редкими исключениями состоит из стандартных последовательных операций.

### Монтаж фильма
В процессе съёмки отснятый материал поступает к монтажёру фильма, который просматривает его, размечает и систематизирует. Режиссёр-постановщик вместе с монтажной группой осуществляет отбор наиболее удачных дублей и даёт указания по монтажу. После окончания съёмок эпизода или сцены проводится черновой монтаж. В случае использования видеоконтроля черновой монтаж производят на видеозаписи, полученной с телевизи́ра. При цифровой технологии производства применяется нелинейный монтаж промежуточной цифровой копии Digital Intermediate.

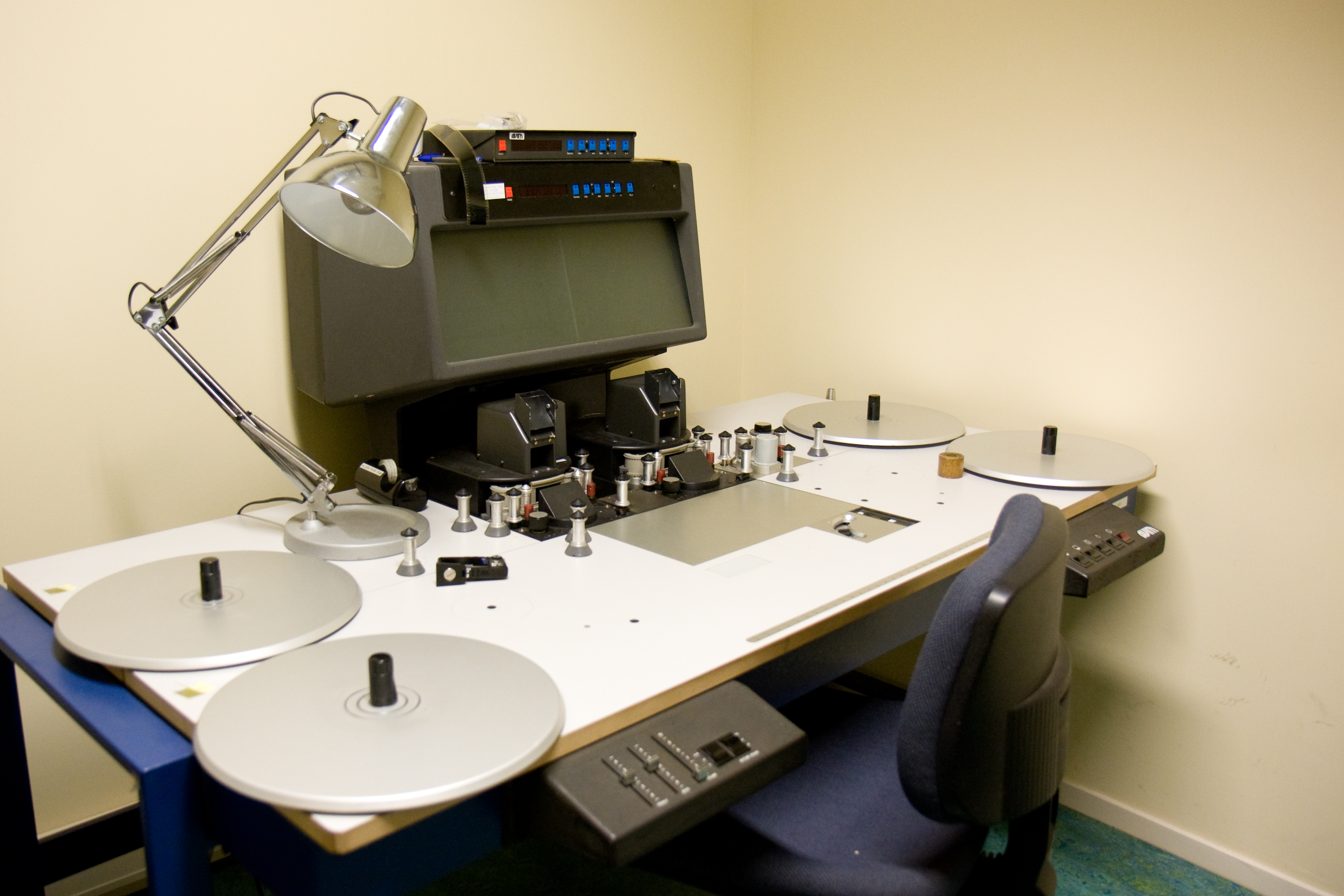
Монтажный стол на киностудии

К началу монтажно-тонировочных работ режиссёр-постановщик, используя черновой монтаж, выполненный во время съёмок, уточняет монтажный ритм фильма, последовательность сцен и тип монтажных переходов между ними, проверяет метраж фильма и даёт указания о проведении окончательного монтажа. Некоторые режиссёры-постановщики параллельно со съёмками ведут окончательный монтаж фильма, что даёт возможность закончить производство фильма почти одновременно с окончанием съёмок.
В монтажно-тонировочный период режиссёр-постановщик вместе с прикреплённой бригадой монтажного цеха заканчивает монтаж фильма, начатый ещё во время съёмок. На этой стадии в их распоряжении имеется всё отснятое изображение, фонограммы синхронных записей, речевого и шумового озвучения, записанная музыка и надписи. Монтажный цех предоставляет в распоряжение группы звукомонтажные столы и синхронизаторы. В результате проведения монтажных работ кинофильм должен быть подготовлен к озвучиванию и перезаписи. Изображение фильма и соответствующие ему фонограммы речи, музыки и шумов должны быть смонтированы в виде роликов длиной от 250 до 300 метров. Каждая часть смонтированного и подготовленного к перезаписи фильма имеет несколько плёнок: киноплёнка со смонтированным рабочим позитивом изображения и раздельные фонограммы речи, музыки и шумов. После окончания монтажа размечают шторки, наплывы и затемнения, которые заказывают в цехе комбинированных съёмок.
Иногда работа по монтажу фильма начинается ещё до съёмок. 

За рабочим столом режиссёр на бумаге составляет своеобразный макет, на котором разным цветом размечает кадры различной длины, составляя их в монтажной последовательности. На этом этапе он уже представляет весь фильм в целом, выстраивая его ритмический рисунок. В репетиционном, съёмочном и собственно монтажном периодах создания фильма это монтажное видение будущего кинопроизведения конкретизируется, уточняется, но никогда не должно меняться коренным образом.

### Создание фонограммы
Одним из наиболее сложных технологических этапов звукового кино является создание фонограммы фильма, состоящей из речи актёров, музыкального сопровождения и шумового оформления.
Важнейшим этапом создания современного звукового фильма и одним из наиболее трудоёмких, после съёмочного периода, является озвучение кинокартины.
Получение качественной синхронной фонограммы не всегда возможно из-за неудовлетворительных акустических условий при натурных съёмках и недостатков дикции актёров. Поэтому, часть сцен озвучивается в студии. Кроме последующего озвучивания применяется предварительное, когда съёмка происходит под фонограмму (чаще всего, музыкальную), заранее записанную в студии.

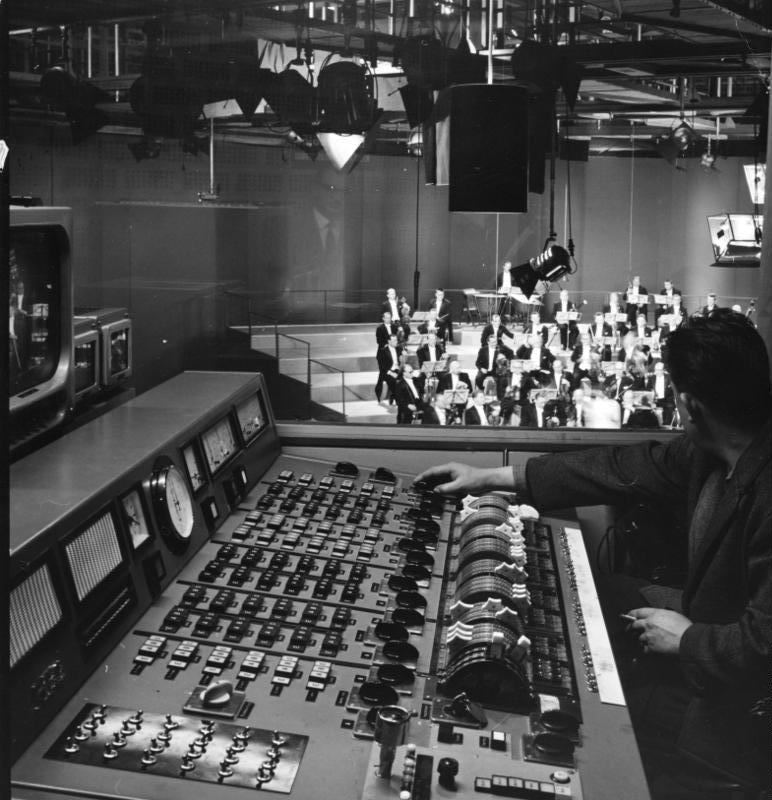
Запись оркестра в тон-студии

Музыкальное сопровождение фильма считается одним из самых сильных выразительных средств кинематографа, создающих эмоциональный строй картины. Поэтому при создании художественных фильмов музыка специально заказывается кинокомпозитору, создающему оригинальное произведение. В зависимости от поставленной задачи, музыка может быть написана предварительно, ещё до начала съёмок фильма, или позднее, сразу после монтажа рабочего позитива. В более дешёвых документальных и научно-популярных фильмах могут использоваться готовые музыкальные произведения после предварительной покупки прав у правообладателей.
Запись музыки проводится, как правило, после чернового монтажа, когда уже определена длина сцен, от которой зависит время звучания музыки и расстановка её акцентов. Иногда для съёмки «под фонограмму» музыка записывается заранее. В современных звуковых фильмах музыка является одним из главных выразительных компонентов и ей уделяется большое внимание. На всех этапах производства композитор связан с работой съёмочной группы. До написания музыки композитор просматривает отснятый материал и получает точный метраж сцен, которые будут идти под музыку, точную длину вступительной увертюры и указание музыкальных акцентов. Музыкальным записям предшествует большая и тщательная подготовка, включающая написание партитуры, подбор исполнителей и солистов, состава оркестров и хоров. Музыка может записываться в тон-студии синхронно с изображением на экране, или по секундомеру, когда дирижёр добивается от оркестра, чтобы музыкальная фраза звучала точно заданное время.
Если музыка берётся из фонотеки, она не обязательно будет полностью соответствовать исходному материалу, а может удлиняться, укорачиваться, подвергаться какой-либо специальной акустической обработке и т. д. Кроме того, фонотечная музыка может не устраивать режиссёра по своему темпоритму или аранжировке, и в этом случае она исполняется и записывается заново.

### Шумы
Кроме речи актёров, фонограмма фильма дополняется шумами для придания достоверности. Разработка шумового звукоряда начинается ещё в подготовительном периоде и завершается при проведении монтажно-тонировочных работ параллельно с речевым озвучением и записью музыки. Звукооператор фильма, разрабатывая звуковую экспликацию, точно устанавливает, в каких кадрах должны быть зафиксированы шумовые объекты. Некоторые шумы записываются непосредственно во время съёмок, особенно на натуре. Такие записи поступают в фонотеку киностудии и многократно используются во многих фильмах. Часть шумов подбирается в фонотеке и монтируется, исходя из потребностей фильма, что позволяет упростить его производство. Сравнительно небольшая часть шумов имитируется в ателье озвучения.
За многие годы сложилась прекрасная система замены естественных шумов — искусственными. Например, звук удара кулака по телу во время драки замечательно имитируется ударом деревянного молотка по куску сырого мяса, или звук пистолетного выстрела можно записать с помощью обычной бельевой резинки, ударяющей по натянутой целлофановой плёнке.

### Перезапись
В профессиональном кинематографе речевая, музыкальная и шумовая фонограммы записываются на разные плёнки, синхронизированные друг с другом. Такая технология позволяет заменять отдельные компоненты, не затрагивая другие части звукового оформления, а также регулировать соотношение их громкости. Кроме того, это даёт возможность дублировать фильмы на иностранные языки без необходимости записи новой музыки и шумов. Зачастую, каждый из трёх основных компонентов итоговой фонограммы записан на нескольких плёнках, общее число которых может достигать десяти и более.
Последний этап в производстве фонограммы кинофильма — перезапись, то есть сведение различных элементов звукового оформления с нескольких плёнок на одну микшерным пультом.
Все фонограммы синхронизируются со смонтированным рабочим позитивом, проверяется характер и качество звука, расставляются звуковые и музыкальные акценты, после чего смикшированный звук записывается на плёнку. При этом устанавливаются соотношения громкости речи, музыки и шумов, отвечающие художественному замыслу и обеспечивающие разборчивость речи и качество звучания. Особенно сложна перезапись, в результате которой должна получиться стереофоническая или многоканальная фонограмма. Такую перезапись осуществляет большой коллектив технических и творческих специалистов. Когда обе плёнки (смонтированный позитив изображения и общая фонограмма) готовы, фильм сдаётся на двух плёнках приёмной комиссии. Если комиссия одобряет полученный фильм, в цехе обработки плёнки выполняется чистовой монтаж негатива по футажным номерам рабочего позитива с учётом поправок, внесённых комиссией. Если поправки требуют досъёмки или переделки сцен, производится их пересъёмка и весь процесс повторяется.
Полученная после перезаписи магнитная фонограмма является основным исходным материалом и хранится наравне с негативом изображения. При изготовлении фильма с оптической фонограммой, копия полученной в результате перезаписи магнитной фонограммы переводится в негатив фонограммы фильма, необходимый для получения совмещённых фильмокопий. В случае фильмокопий с магнитной фонограммой, после полива магнитных дорожек на проявленную киноплёнку, на них производится копирование звуковых дорожек в электрокопировальном цеху. В настоящее время используется цифровая технология, когда вместо аналоговой магнитной фонограммы записывается цифровая, с которой изготавливаются негативы цифровых оптических дорожек стандартов Dolby Digital, SDDS, а также аналоговая оптическая фонограмма Dolby SR. Цифровая фонограмма DTS на отдельном компакт-диске также изготавливается с перезаписанной мастер-копии звукового сопровождения.

## Изготовление титров и надписей
До недавнего времени изготовление надписей и титров было сложным процессом, выполняемым в цехе комбинированных съёмок художниками-графиками. Титры, расположенные на изображении, создавались при помощи трюковой печати специальными кинокопировальными аппаратами. В настоящее время большинство надписей в фильме изготавливаются при помощи компьютера по цифровой технологии. Благодаря возможностям нелинейного монтажа надписи можно располагать на любом изображении без какой-либо трюковой печати. В любом фильме обязательны начальные титры и конечные. Все остальные надписи изготовляются в зависимости от задач, поставленных авторами.

## Тиражирование
После окончательного монтажа и изготовления титров и надписей со смонтированного негатива печатается монтажная фильмокопия.
Специалистом цеха обработки плёнок производится окончательная согласованная цветоустановка и полученный паспорт монтажной фильмокопии впоследствии используется при печати выровненного по плотности и цветопередаче мастер-позитива (интерпозитива, «лаванды»). С мастер-позитива печатается несколько дубльнегативов с совмещённой фонограммой, которые передаются на кинокопировальную фабрику. В случае прокатного формата, использующего нанесённую на фильмокопию магнитную фонограмму, совмещение мастер-позитива с ней не производится. На фабрике с дубльнегативов печатается тираж фильмокопий, предназначенный для проката в кинотеатрах. На фильмокопии с магнитной фонограммой после проявки и сушки наносится магнитная дорожка и в электрокопировальном цехе производится копирование магнитной фонограммы, которая прилагается в этом случае к дубльнегативу.
В современном кинематографе, неотъемлемой частью которого является распространение на оптических дисках и по телевидению, тираж фильмокопий может быть небольшим, а дубльнегатив оцифровывается и производится мастеринг дисков. В большинстве случаев мастеринг дисков, использующих стандарты телевидения высокой чёткости, производится с выровненного промежуточного мастер-позитива («лаванды»), что обеспечивает наилучшее качество видео. Широкое распространение цифрового способа кинопроизводства Digital Intermediate позволяет получать копии фильма непосредственно на жёстких дисках, распространяемых по киносети, а также на киноплёнке для проката в кинотеатрах, не оснащённых цифровой проекцией. Мастеринг оптических дисков в этом случае производится непосредственно с цифровой мастер-копии.

## Телефильмы
Отдельное место в технологии кинопроизводства занимают фильмы, специально снимаемые для проката на телевидении. До появления современного телевидения высокой чёткости технические требования к качеству изображения таких фильмов были значительно ниже, чем к фильмам, предназначенным для кинотеатров. Поэтому, значительная часть телефильмов снималась на узкую 16-мм киноплёнку, информационная ёмкость которой была достаточна для телевидения стандартной чёткости. Небольшие размеры телеэкрана наложили отпечаток на эстетику изображения, в котором стали преобладать крупные планы.
В настоящее время технические требования возросли и почти ничем не отличаются от кинематографических, в связи с повсеместным переходом на телевещание высокой чёткости. Современные киноплёнки формата «Супер-16» позволяют получать изображение, пригодное для ТВЧ и даже для печати прокатных фильмокопий. Поэтому, значительная часть современных телесериалов снимается в этом формате.
Более дешёвые телефильмы снимаются видеокамерами вещательного или профессионального уровня, без применения киноплёнки. Ранней версией такого способа производства, применявшейся до середины 1970-х годов была съёмка телевизионными камерами с последующей кинорегистрацией видеосигнала. Часто телефильмы, снятые таким путём, называли телеспектаклями.
Совершенствование телепроизводства во времена бурного развития телевизионных технологий привело к распространению многокамерных съёмок с использованием замкнутых телевизионных систем и видеоконтроля. Специально для производства телефильмов создавались студийные комплексы, такие как «Электроникам» и «Система-35», совмещающие в себе телекамеры и киносъёмочные аппараты.
При производстве телефильма некоторые технологические фазы отсутствуют: например, телефильмы не предусматривают печать тиража фильмокопий, и могут демонстрироваться даже без печати дубльнегатива прямо с оригинального негатива телекинопроектором. Изготовление фонограммы телефильма также имеет упрощённую технологию. Распространение телефильмов происходит с помощью оптических видеодисков, без проката в кинотеатрах.

## Продвижение фильма на рынке
Продвижение (промоушн) начинается почти одновременно с написанием сценария, занимается этим продюсер. Для продвижения фильма кроме самого фильма съёмочной группой готовится стандартный комплект рекламных материалов, в который входят расширенная аннотация, список основного состава творческой группы, фотографии наиболее выразительных кадров фильма, которые снимает прикреплённый к группе фотограф фотоцеха во время съёмок на натуре и в павильоне. Комплект фотографий для рекламы фильма утверждает режиссёр-постановщик. Часть фотографий из комплекта передаётся в печатные и сетевые СМИ.
Кроме того, для продвижения киностудия готовит рекламные ролики, которые монтируются из дублей, не вошедших в фильм, или отснятых специально. Важное значение для промоушна имеют киноплакаты.
Рекламная работа ведётся по нескольким направлениям, в том числе:
- сеть кинотеатров;
- интернет;
- радио;
- телевидение;
- видео;
- печатные издания;
- сопутствующие товары.

Ещё до выхода фильма начинается рекламная кампания: проводятся пресс-конференции, репортажи со съёмок, рекламные ролики транслируются по телевидению и показываются в кинотеатрах, фотографии и интервью публикуются в прессе. Один из важных моментов продвижения — организация громкой премьеры фильма с приглашением звёзд и знаменитостей, обеспечивающих резонанс в СМИ.
Продюсер просчитывает заранее, сколько кинотеатров купят фильм, сколько зрителей его посмотрят, а также насколько он окупится и какую принесёт прибыль. Продвижению фильма также способствует участие картины в различных кинофестивалях, номинациях на кинопремии. После того как прокат фильма в сети кинотеатров налажен, начинается широкое производство видеокассет и оптических дисков. Иногда DVD появляются почти параллельно с началом проката на большом экране. Самая широкая аудитория получает возможность познакомиться с картиной, когда она выходит на телеэкран.

## Современные технологии

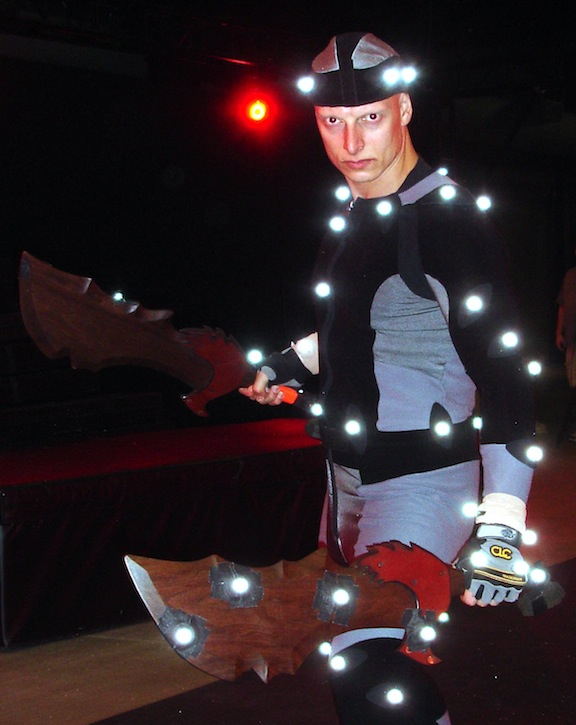
Технология захвата движения

В настоящее время, с распространением цифровых технологий, процесс кинопроизводства стал отличаться от классического и представляет собой различные сочетания плёночных и цифровых приёмов работы. Некоторые технологические этапы вообще перестали существовать и появились новые возможности. Можно определённо сказать, что сегодня не создаётся кинокартин с использованием исключительно плёночного или цифрового методов создания. Наибольшее распространение получила технология Digital Intermediate, исключающая использование киноплёнки на промежуточных стадиях. Практически, монтажно-тонировочный период проводится при помощи компьютеров, обрабатывающих цифровое изображение, сосканированное с негатива, и цифровой звук. Тиражирование также происходит в двух техниках параллельно, потому что современные фильмы, предназначенные для широкого зрителя, выпускаются одновременно для цифрового кинопоказа, распространения на оптических дисках и для кинотеатров, оснащённых традиционными киноустановками.